# Darmstadt Hauptbahnhof
Darmstadt Hauptbahnhof is een spoorwegstation in de Duitse plaats Darmstadt. Het station behoort tot de Duitse stationscategorie 2. Het station werd in 1912 geopend.